# 国民権益委員会

国民権益委員会（こくみんけんえきいいんかい）は、「腐敗防止及び国民権益委員会設置と運営に関する法律」にもとづいて設置された、大韓民国国務総理直属の国家行政機関。

## 役割
苦情請願の処理とこれに関わる不合理な行政制度を改善し、腐敗の発生を予防して腐敗行為を効率的に規制することで国民の基本的権益を保護、行政の適正性を確保して、清廉な公職及び社会風土確立に貢献することを目的とする。

## 沿革
- 2008年2月29日 – 国家清廉委員会、国民苦情処理委員会、国務総理行政審判委員会が統合し発足。

## 組織

### 委員会
委員会は委員長1人を含め15人の委員で構成され、うち副委員長と常任委員は各3人いる。委員の任期は3年。
委員長
長官級。国務総理の人選で大統領が任命する。代弁人1人、法務補佐官2人が補佐。
副委員長
次官級。国務総理の人選で大統領が任命する。苦情請願、腐敗防止、中央行政審判委員会の業務を分掌する。
常任委員
委員長の人選で大統領が任命。
委員

### 事務処
事務処長は副委員長が兼任する。
- 権益制度企画官（事務処長を補佐）
- 監査担当官（事務処長を補佐）
- 運営支援課
- 企画調整室
  - 民願分析審議官
- 苦情処理局
  - 苦情民願審議官
- 腐敗防止局
  - 申告審査審議官
- 行政審判局
  - 行政審判審議官

### 所属機関
- 清廉研修院

## 歴代委員長
- 初代 梁建（2008年 - ）